# Campanya de Trebisonda
La Campanya de Trebisonda, també coneguda com la batalla de Trebisonda, va ser una sèrie d'operacions navals i terrestres russes que van donar com a resultat la captura de Trebisonda, durant la campanya del Caucas de la Primera Guerra Mundial. Va ser el pas logístic després de la batalla d'Erzurum.
Les operacions es van iniciar el 5 de febrer i va concloure quan les tropes otomanes van abandonar Trebisonda durant la nit del 15 d'abril de 1916.

## Operacions navals
Els vaixells de guerra russos en la mar Negra van començar a rebre grans danys al bombardejar el port de Trebisonda. Durant el bombardeig del 17 de novembre de 1914, els dotze canons que protegien la ciutat van causar als russos una gran devastació i pèrdues de vides. Els bombardejos entre el 8 de febrer i l'11 de febrer de 1915 van destruir gran part de la ciutat, matant a més de 1.000 persones.
A partir del 23 de gener de 1916, els russos van intensificar els atacs a la costa. Aquests atacs van ser recolzats per 17 vaixells de guerra que van obligar les tropes otomanes a retirar-se.

## Operacions terrestres
Mahmud Kâmil Paşa, comandant del 3r Exèrcit otomà, no va obtenir l'ajuda que volia d'Istanbul i es va veure obligat a retirar-se d'Erzurum, que va ser ocupada pels russos el 16 de febrer de 1916.
Les forces russes van ocupar Rize el 24 de febrer, amb el suport de l'armada.
Les tropes otomanes van poder aturar l'avanç de l'exèrcit rus durant 20 dies. Els russos van intensificar els atacs navals i terrestres. El 15 de març, els otomans es van retirar i la zona va passar a mans dels russos, que van arribar fins a les portes de Trebisonda.
Durant la nit del 15 al 16 d'abril, les forces otomanes van abandonar la ciutat. El 18 d'abril de 1916, una delegació grega de Trebisonda va entregar la ciutat al general rus Lyhkov, i les forces d'ocupació es van fer càrrec de la ciutat.

## Conseqüències
Abans de la Primera Guerra Mundial, la comunitat armènia que vivia en Trebisonda estava formada per 30.000 persones. En 1915, durant el genocidi armeni, van ser assassinats i deportats. Després de la captura russa de Trebisonda, només uns 500 armenis supervivents van poder tornar, així com els monjos armenis del monestir de Kaymaklı.
El 18 de desembre de 1917, les tropes russes es van veure obligades a retirar-se de la regió degut a l'esclat de la Revolució Russa de 1917. El Tractat de Brest-Litovsk de 1918 va evitar l'ocupació dels territoris orientals de l'Imperi Otomà.